# Jaïr Karam
Jaïr Karam – piłkarz z Gujany Francuskiej, grający na pozycji bramkarza, trener piłkarski.

## Kariera piłkarska

### Kariera klubowa
Występował w miejscowych klubach.

### Kariera reprezentacyjna
W latach 2004–2005 bronił barw narodowej reprezentacji Gujany Francuskiej.

## Kariera trenerska
15 listopada 2013 roku objął prowadzenie narodową reprezentację Gujany Francuskiej.